# Битка код Тапса
Битка код Тапса се одиграла за време Цезаровог грађанског рата на дан 6. априла 46. п. н. е. између римске популарске војске под Јулијем Цезаром на једној те здружених снага римских оптимата под Метелом Сципионом и нумидијске војске под краљем Јубом на другој страни. Завршила је с Цезаровом победом након које је северна Африка, дотада главно упориште, пало под Цезарову власт. Грађански рат се, међутим, наставио још непуну годину дана, јер су оптимати наставили пружати отпор у Хиспанији.